# Salina (Utah)
Salina és una població dels Estats Units a l'estat de Utah. Segons el cens del 2000 tenia 2.393 habitants.

## Demografia
Segons el cens del 2000, Salina tenia 2.393 habitants, 808 habitatges, i 631 famílies. La densitat de població era de 150,2 habitants per km².
Dels 808 habitatges en un 45% hi vivien nens de menys de 18 anys, en un 65,6% hi vivien parelles casades, en un 9,3% dones solteres, i en un 21,8% no eren unitats familiars. En el 19,1% dels habitatges hi vivien persones soles el 9,3% de les quals corresponia a persones de 65 anys o més que vivien soles. El nombre mitjà de persones vivint en cada habitatge era de 2,96 i el nombre mitjà de persones que vivien en cada família era de 3,41.
Per edats la població es repartia de la següent manera: un 35,2% tenia menys de 18 anys, un 10,9% entre 18 i 24, un 24,2% entre 25 i 44, un 17,3% de 45 a 60 i un 12,3% 65 anys o més.
L'edat mediana era de 28 anys. Per cada 100 dones de 18 o més anys hi havia 95,5 homes.
La renda mediana per habitatge era de 34.886 $ i la renda mediana per família de 38.816 $. Els homes tenien una renda mediana de 32.204 $ mentre que les dones 16.250 $. La renda per capita de la població era de 12.967 $. Entorn del 10,4% de les famílies i el 13,8% de la població estaven per davall del llindar de pobresa.

## Poblacions més properes
El següent diagrama mostra les poblacions més properes.